# Guti uralkodók listája
A gutik uralkodói kevéssé ismertek. A sumer királylisták egyeseket nem említenek egyáltalán, a többséget a III. uri dinasztia idején kitörölték a listából, és csak más emlékek alapján rekonstruálható a nevük.
| uralkodó              | rövid kronológia | középső kronológia | hosszú kronológia | megjegyzés                                                                 |
| --------------------- | ---------------- | ------------------ | ----------------- | -------------------------------------------------------------------------- |
| Zarlak                | i. e. 22. század |                    |                   | a Mezopotámiába hatolás előtti, „hegyi guti” törzsfő                       |
| Erradupizir           |                  |                    |                   | a királylistákban nem szerepel, de az akkád címeket viseli, 3 évig regnált |
| NN                    |                  |                    |                   | 3–5 év, amikor vagy egyáltalán nincs uralkodó, vagy nem maradt fenn a neve |
| Imta (Nibia)          | i. e. 2138–2135  |                    |                   |                                                                            |
| Inkisus               | i. e. 2135–2129  |                    |                   | 6 vagy 7 év, az első, aki a sumer királylistákban szerepel                 |
| Zarlagab (Nikilligab) | i. e. 2129–2126  |                    |                   | Sarkalisarri fogságába esett                                               |
| Sulme (Jarlagas)      | i. e. 2126–2120  |                    |                   |                                                                            |
| Élulmes (Silulu)      | i. e. 2120–2114  |                    |                   | valószínűleg azonos a sumer királylista Ilulu nevével                      |
| Inimabakes (Duga)     | i. e. 2114–2109  |                    |                   |                                                                            |
| Igesaus (Iluan?)      | i. e. 2109–2103  |                    |                   |                                                                            |
| Iarlagab              | i. e. 2103–2088  |                    |                   |                                                                            |
| Ibate                 | i. e. 2088–2085  |                    |                   |                                                                            |
| Iarlangab (Iarlagas)  | i. e. 2085–2082  |                    |                   |                                                                            |
| Kurum                 | i. e. 2082–2081  |                    |                   |                                                                            |
| Habil-kín (Apilkín)   | i. e. 2081–2078  |                    |                   | talán azonos Mári Apilkín nevű uralkodójával                               |
| Laerabum (Laszirab)   | i. e. 2078–2076  |                    |                   |                                                                            |
| Irarum                | i. e. 2076–2074  |                    |                   |                                                                            |
| Ibranum               | i. e. 2074–2073  |                    |                   |                                                                            |
| Habium                | i. e. 2073–2071  |                    |                   |                                                                            |
| Puzur-Szín            | i. e. 2071–2064  |                    |                   | Habium fia                                                                 |
| Iarlaganda            | i. e. 2064–2057  |                    |                   |                                                                            |
| Szium                 | i. e. 2057–2050  |                    |                   |                                                                            |
| Tirigan               | i. e. 2050       |                    |                   |                                                                            |